# Centro per l'Astronomia di Toruń
Il Centro per l'Astronomia di Toruń è un osservatorio astronomico ottico e per radiofrequenze situato a Piwnice, un piccolo villaggio a circa 15 km a nord di Toruń, in Polonia. Ospita due radiotelescopi ad antenna singola, da 32 e 15 metri di diametro, oltre al più grande telescopio ottico polacco, in configurazione Schmidt-Cassegrain da 90 cm dotato di fotocamera. La struttura è gestita dall'università Niccolò Copernico.

## Radio astronomia
Dal 1981 l'osservatorio fa parte della rete mondiale di radiotelescopi che partecipano al VLBI (interferometria a base molto ampia) per le misurazioni spettroscopiche, di flusso, di polarizzazione e nelle osservazioni delle pulsar.